# Futbolista del año en Escocia (SPFA)

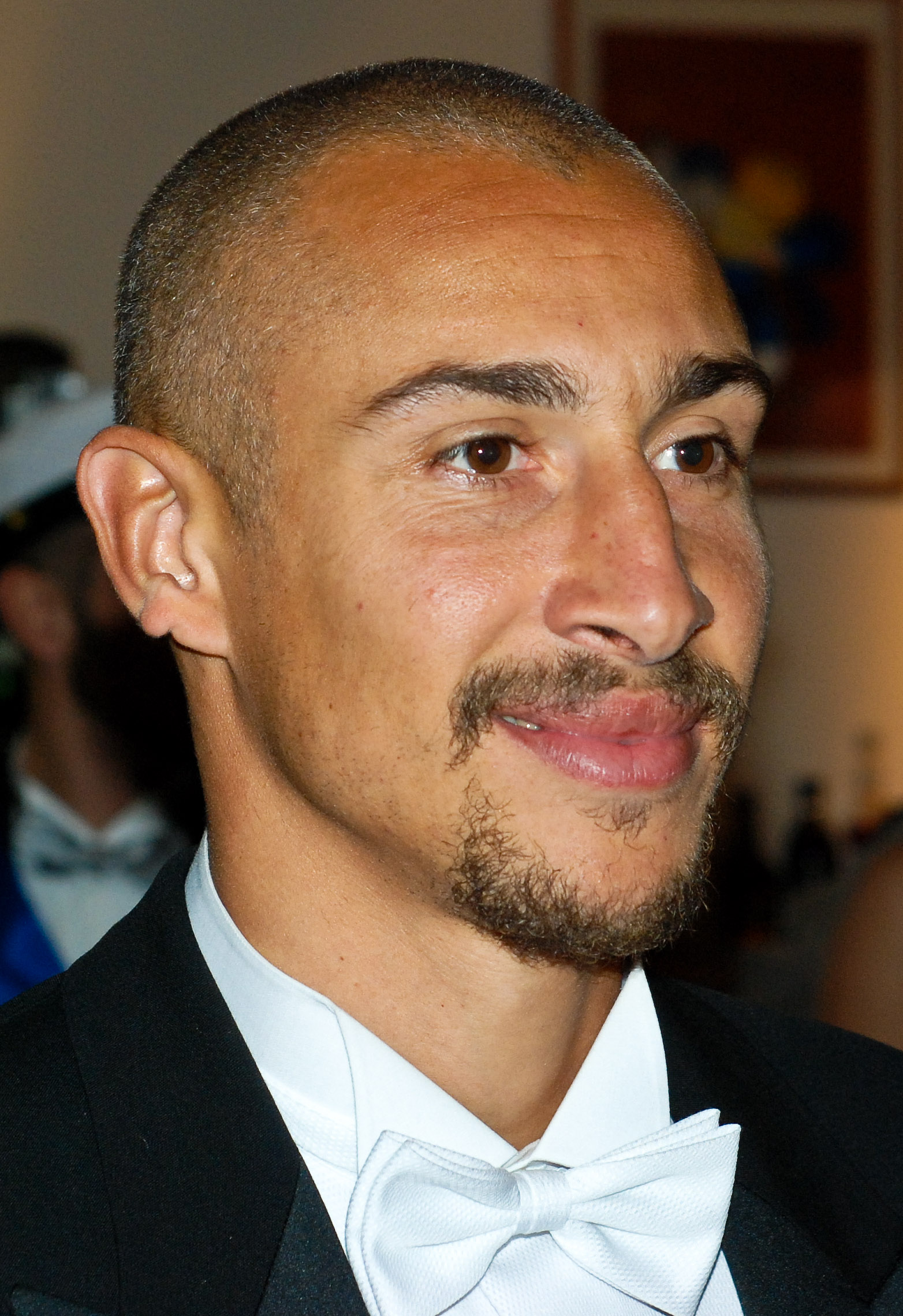
Henrik Larsson fue el primer jugador en ganar en dos ocasiones el título.

El premio al Futbolista del año en Escocia (habitualmente también llamado SPFA Players' Player of the Year, el Players' Player of the Year) es un galardón futbolístico otorgado al mejor jugador de Escocia.

## Palmarés
| Temporada |                                                | Jugador                       | Club           | Ganador también del |
| --------- | ---------------------------------------------- | ----------------------------- | -------------- | ------------------- |
| 1977–78   | Bandera de Escocia                             | Derek Johnstone               | Rangers        | SFWA                |
| 1978–79   | Bandera de Escocia                             | Paul Hegarty                  | Dundee United  |                     |
| 1979–80   | Bandera de Escocia                             | Davie Provan                  | Celtic         |                     |
| 1980–81   | Bandera de Escocia                             | Mark McGhee                   | Aberdeen       |                     |
| 1981–82   | Bandera de Escocia                             | Sandy Clark                   | Airdrieonians  |                     |
| 1982–83   | Bandera de Escocia                             | Charlie Nicholas              | Celtic         | SFWA                |
| 1983–84   | Bandera de Escocia                             | Willie Miller                 | Aberdeen       | SFWA                |
| 1984–85   | Bandera de Escocia                             | Jim Duffy                     | Morton         |                     |
| 1985–86   | Bandera de Escocia                             | Richard Gough                 | Dundee United  |                     |
| 1986–87   | Bandera de Escocia                             | Brian McClair                 | Celtic         | SFWA                |
| 1987–88   | Bandera de Escocia                             | Paul McStay                   | Celtic         | SFWA                |
| 1988–89   | Bandera de los Países Bajos                    | Theo Snelders                 | Aberdeen       |                     |
| 1989–90   | Bandera de Escocia                             | Jim Bett                      | Aberdeen       |                     |
| 1990–91   | Bandera de Inglaterra                          | Paul Elliott                  | Celtic         |                     |
| 1991–92   | Bandera de Escocia                             | Ally McCoist                  | Rangers        | SFWA                |
| 1992–93   | Bandera de Escocia                             | Andy Goram                    | Rangers        | SFWA                |
| 1993–94   | Bandera de Inglaterra                          | Mark Hateley                  | Rangers        | SFWA                |
| 1994–95   | Bandera de Dinamarca                           | Brian Laudrup                 | Rangers        | SFWA                |
| 1995–96   | Bandera de Inglaterra                          | Paul Gascoigne                | Rangers        | SFWA                |
| 1996–97   | Bandera de Italia                              | Paolo Di Canio                | Celtic         |                     |
| 1997–98   | Bandera de Escocia                             | Jackie McNamara               | Celtic         |                     |
| 1998–99   | Bandera de Suecia                              | Henrik Larsson                | Celtic         | SFWA                |
| 1999–00   | Bandera de Australia                           | Mark Viduka                   | Celtic         |                     |
| 2000–01   | Bandera de Suecia                              | Henrik Larsson                | Celtic         | SFWA                |
| 2001–02   | Bandera de Italia                              | Lorenzo Amoruso               | Rangers        |                     |
| 2002–03   | Bandera de Escocia                             | Barry Ferguson                | Rangers        | SFWA                |
| 2003–04   | Bandera de Inglaterra                          | Chris Sutton                  | Celtic         |                     |
| 2004–05   | Bandera de los Países Bajos · Bandera de Gales | Fernando Ricksen John Hartson | Rangers Celtic | - SFWA              |
| 2005–06   | Bandera de Escocia                             | Shaun Maloney                 | Celtic         | SYPY                |
| 2006–07   | Bandera de Japón                               | Shunsuke Nakamura             | Celtic         | SFWA                |
| 2007–08   | Bandera de Irlanda                             | Aiden McGeady                 | Celtic         | SYPY                |
| 2008–09   | Bandera de Escocia                             | Scott Brown                   | Celtic         |                     |
| 2009–10   | Bandera de Irlanda del Norte                   | Steven Davis                  | Rangers        |                     |
| 2010–11   | Bandera de Honduras                            | Emilio Izaguirre              | Celtic         | SFWA                |
| 2011–12   | Bandera de Escocia                             | Charlie Mulgrew               | Celtic         | SFWA                |
| 2012–13   | Bandera de Inglaterra                          | Michael Higdon                | Motherwell     |                     |
| 2013–14   | Bandera de Escocia                             | Kris Commons                  | Celtic         | SFWA                |
| 2014–15   | Bandera de Noruega                             | Stefan Johansen               | Celtic         |                     |
| 2015–16   | Bandera de Escocia                             | Leigh Griffiths               | Celtic         | SFWA                |
| 2016–17   | Bandera de Inglaterra                          | Scott Sinclair                | Celtic         | SFWA                |
| 2017–18   | Bandera de Escocia                             | Scott Brown                   | Celtic         | SFWA                |
| 2018–19   | Bandera de Escocia                             | James Forrest                 | Celtic         | SFWA                |
| 2020–21   | Bandera de Inglaterra                          | James Tavernier               | Rangers        |                     |

## Ganadores

### Por país
| País                 | Victorias | Años |
| -------------------- | --------- | --- |
| Escocia              | 23        | 1977–78, 1978–79, 1979–80, 1980–81, 1981–82, 1982–83, 1983–84, 1984–85, 1985–86, 1986–87, 1987–88, 1989–90, 1991–92, 1992–93, 1997–98, 2002–03, 2005–06, 2008-09, 2011-12, 2013-14, 2015-16, 2017-18, 2018-19 |
| Inglaterra           | 7         | 1990–91, 1993–94, 1995–96, 2003–04, 2012-13, 2016-17, 2020-21 |
| Países Bajos         | 2         | 1988–89, 2004–05 |
| Italia               | 2         | 1996–97, 2001–02 |
| Suecia               | 2         | 1998–99, 2000–01 |
| República de Irlanda | 1         | 2007–08 |
| Japón                | 1         | 2006–07 |
| Gales                | 1         | 2004–05 |
| Australia            | 1         | 1999–00 |
| Dinamarca            | 1         | 1994–95 |

### Ganadores por club
| Club          | Victorias | Años |
| ------------- | --------- | --- |
| Celtic        | 24        | 1979–80, 1982–83, 1986–87, 1987–88, 1990–91, 1996–97, 1997–98, 1998–99, 1999–00, 2000–01, 2003–04, 2004–05, 2005–06, 2006–07, 2007–08, 2008-09, 2010-11, 2011-12, 2013-14, 2014-15, 2015-16, 2016-17, 2017-18, 2018-19 |
| Rangers       | 11        | 1977–78, 1991–92, 1992–93, 1993–94, 1994–95, 1995–96, 2001–02, 2002–03, 2004–05, 2009-10, 2020-21 |
| Aberdeen      | 4         | 1980–81, 1983–84, 1988–89, 1989–90 |
| Dundee United | 2         | 1978–79, 1985–86 |
| Motherwell    | 1         | 2012–13 |
| Morton        | 1         | 1984–85 |
| Airdrieonians | 1         | 1981–82 |

- Datos: Q786317